# Павленко, Ксения
Ксения Павленко (род. 30 августа 1993) — азербайджанская волейболистка. Игрок ЖВК «Национальная Академия Авиации» и сборной Азербайджана.

## Карьера
Родилась 30 августа 1993 года.
Выступала за «Абшерон». Являлась капитаном команды.
Играла за «Азеррейл». Принимала участие в Кубке вызова ЕКВ 2018/2019, в 1/16 финала проиграв «Хермес» (Остенде).
Выступала за молодёжную и юниорскую сборные Азербайджана.
В сезоне 2021/2022 играла за ЖВК «Порфирас» (Греция). В среднем за игру набирала по 8 очков.
25 октября 2022 года перешла в ЖВК «Алматы». С сезона 2022/2023 играла за ЖВК «Алматы».
12 февраля 2024 года перешла в «Fatima Bint Mubarak Academy» (Абу-Даби, ОАЭ).

## В составе сборной
Член сборной Азербайджана.
В апреле 2018 года приняла участие в Первых Тюркских спортивных играх, прошедших в Баку с 5 по 10 апреля.
В августе 2018 года участвовала в «Gloria Cup» (Анталья, Турция).
В январе 2020 года участвовала в лицензионном турнире к Олимпиаде 2020.
Участвует в Золотой Евролиге.